# Tapejara (ort i Brasilien, Rio Grande do Sul, Tapejara, lat -28,07, long -52,01)
Tapejara är en ort i Brasilien.   Den ligger i kommunen Tapejara och delstaten Rio Grande do Sul, i den södra delen av landet, 1 400 km söder om huvudstaden Brasília. Tapejara ligger 666 meter över havet och antalet invånare är 14 064.
Terrängen runt Tapejara är platt. Det finns inga andra samhällen i närheten.
Trakten runt Tapejara består till största delen av jordbruksmark. Runt Tapejara är det glesbefolkat, med 13 invånare per kvadratkilometer.